# De triomf van Bacchus

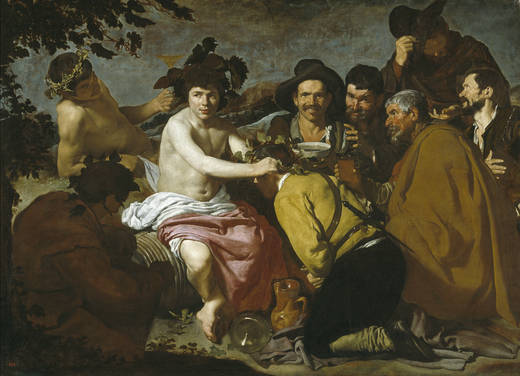

De triomf van Bacchus of De drinkers is een schilderij van de Spaanse kunstschilder Diego Velázquez. In dit schilderij is Bacchus te zien die geëerd wordt door wijndrinkende boeren. Het werk, geschilderd in 1628-1629, is te bezichtigen in het Prado in Madrid. 
Velázquez maakte het schilderij voor koning Filips IV. In het schilderij staat Bacchus centraal, in het midden van wat een klein feestje lijkt. Zijn huid is lichter geschilderd dan die van zijn kompanen, dit maakt hem meer herkenbaar. Bacchus is de god die de mannen op het schilderij voorziet van het geschenk van wijn. Zo zijn de mannen tijdelijk verlost van hun problemen.